# Nils Gösta Sandblad
Nils Gösta Sandblad, född 2 september 1910 i Lund, död 20 mars 1963 i Uppsala domkyrkoförsamling, var en svensk konsthistoriker och museiman. Han var brorson till Erik Sandblad och far till Helena Sandblad.
Sandblad blev filosofie kandidat 1933, filosofie licentiat 1935, filosofie doktor 1944 och docent i konsthistoria i Lund 1944. Han var amanuens vid Malmö museum 1935–1945 och förste intendent där 1955–1957. Han blev professor i konsthistoria med konstteori i Uppsala 1957. Han invaldes som ledamot av Vetenskapssocieteten i Lund 1949, Kungliga Humanistiska Vetenskapssamfundet i Uppsala 1958 och Kungliga Vetenskapssamhället i Uppsala 1961 samt blev inspektor för Göteborgs nation i Uppsala 1960.
Av Sandblads skrifter kan nämnas Anders Trulson, en studie i sekelskiftets svenska måleri (gradualavhandling 1944), Skånsk stadsplanekonst och stadsarkitektur (1949), Vägar till konstverket (1953) och Manet (1954). Han var huvudredaktör för "Tidens konsthistoria".
Sandblad var från 1936 gift med Margot Larsson-Rahden (född 1907), dotter till assuransdirektör Karl Gustaf Larsson och dennes hustru Siri, född Lundquist. 
Nils Gösta Sandblad avled under en studievistelse i Oberlin, Ohio i USA. Han är begravd på Norra kyrkogården i Lund.